# Pier Angeli
Pour les articles homonymes, voir Angeli.
Pier Angeli, née Anna Maria Pierangeli le 19 juin 1932 à Cagliari en Sardaigne et morte le 10 septembre 1971 à Beverly Hills en Californie, est une actrice italienne.
Sœur jumelle de l'actrice Marisa Pavan, elle a commencé sa carrière sur les chapeaux de roues avec le grand succès de Léonide Moguy, Demain il sera trop tard (1950), 2e du box-office Italie 1950, qui lui vaut le Ruban d'argent de la meilleure actrice. Elle fut très célèbre à Hollywood pendant les années 1950, notamment au travers de sa liaison avec James Dean. En France, elle a joué dans Mam'zelle Nitouche (1954) d'Yves Allégret aux côtés de Fernandel et Louis de Funès et dans Banco à Bangkok pour OSS 117 (1964) d'André Hunebelle. Morte prématurément à l'âge de 39 ans, elle est enterrée à Rueil-Malmaison, dans les Hauts-de-Seine.

## Biographie

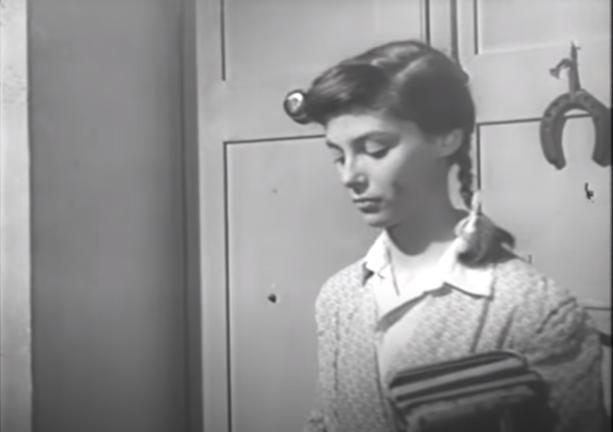
Anna Maria Pierangeli dans Demain il sera trop tard (1950).

Née Anna Maria Pierangeli d'Enrichetta (née Romiti) et Luigi Pierangeli à Cagliari, en Sardaigne, sa sœur jumelle est l'actrice Marisa Pavan, morte en décembre 2023
Angeli a passé la Seconde Guerre mondiale à Rome ; elle avait dix ans lorsque les nazis ont occupé Rome, et elle a connu à la fois les pénuries de nourriture et les abris anti-aériens. Elle a été profondément marquée par ses expériences pendant la guerre, comme elle l'a rappelé plus tard : « Ce qu'il se passe dans le monde, je ne veux pas le savoir ». Angeli a fait ses débuts au cinéma aux côtés de Vittorio De Sica dans le melodramma strappalacrime franco-italien Demain il sera trop tard (1950), après avoir été repérée par le réalisateur Léonide Moguy et De Sica alors qu'elle étudiait les arts à Rome, à l'âge de seize ans. Avec 8 156 250 entrées en Italie, le film se place 2e du box-office Italie 1950. Son jeu est si impressionnant qu'elle remporte le Ruban d'argent de la meilleure actrice et attire l'attention des producteurs de la société américaine Metro-Goldwyn-Mayer (MGM), qui lui proposent un contrat avec le studio. Auparavant, Léonide Moguy la fait jouer dans Demain est un autre jour aux côtés d'Aldo Silvani et Anna Maria Ferrero. Elle y interprète Luisa, une jeune femme suicidaire secourue par des ambulanciers, qui décide de retrouver le goût à la vie en accompagnant les ambulanciers dans leurs interventions pendant toute une nuit.

### Le contrat avec la MGM

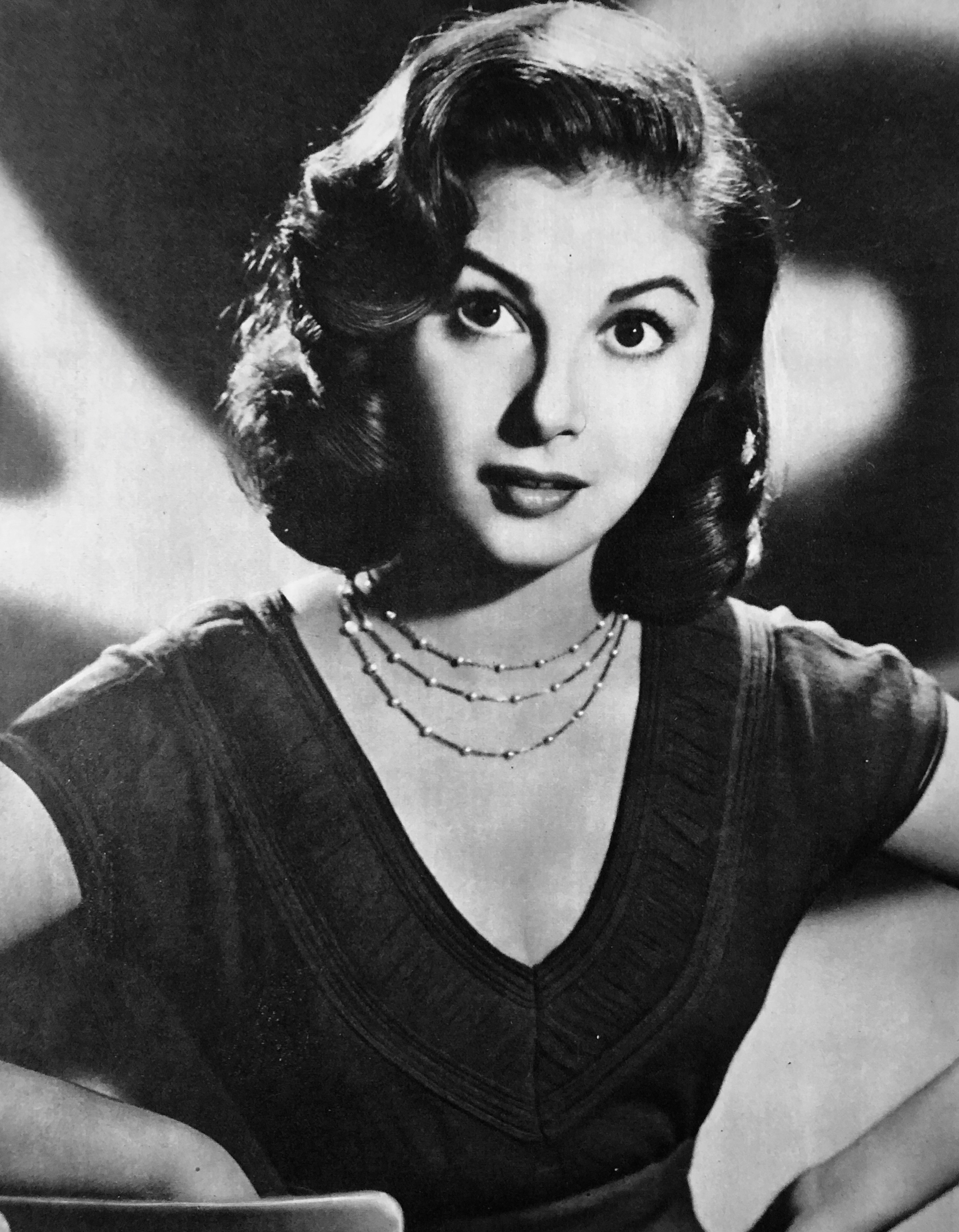
Pier Angeli en 1954.

La MGM la lance dans Teresa (1951) de Fred Zinnemann, son premier film américain, qui voit également les débuts au cinéma de Rod Steiger et de John Ericson. Les critiques la comparent à Greta Garbo et elle remporte le Golden Globe de la révélation féminine de l'année. Sous contrat avec la MGM tout au long des années 1950, elle apparaît dans une série de films, dont Miracle à Tunis avec Stewart Granger et Le diable fait le troisième avec Gene Kelly. Le projet d'un film de Roméo et Juliette avec elle et Marlon Brando n'aboutit pas alors qu'une production italo-britannique de Renato Castellani est annoncée.
Pendant le tournage du film à sketches Histoire de trois amours (1953), Angeli entame une relation avec son partenaire Kirk Douglas. Elle apparaît ensuite dans Sombrero, où elle remplace Ava Gardner indisposée, puis dans La Flamme et la Chair (1954). Après avoir découvert Leslie Caron, une autre ingénue européenne, la MGM prête Angeli à d'autres studios. Elle rejoint Warner Bros. pour Le Calice d'argent (1954), qui marque les débuts de Paul Newman, et la comédie musicale francophone Mam'zelle Nitouche d'Yves Allégret, également en 1954, où elle partage l'affiche avec Fernandel. Pour Paramount, elle était en lice pour le rôle de la fille d'Anna Magnani dans La Rose tatouée (1955), mais le rôle a été attribué à Marisa Pavan, sa sœur jumelle. La MGM la prête à la Columbia pour Port Afrique (1956), où elle peut montrer sa vraie voix de chanteuse. Elle retourne à la MGM pour Marqué par la haine (1956), dans le rôle de la femme souffrante de Paul Newman (l'ancien amant d'Angeli, James Dean, devait jouer le rôle principal, qui est revenu à Newman après la mort de Dean). Newman dira plus tard d'elle « La plus belle actrice italienne du siècle. C'était une femme extrêmement complexe et douée. Il est regrettable que les rôles qu'on lui a fait jouer ne lui aient pas toujours permis de montrer ce que je sais qu'elle avait à offrir ». Elle apparut ensuite dans Les Vendanges (1957) et termina son contrat avec la MGM dans Le Fou du cirque (1958) aux côtés de Danny Kaye. Elle était pressentie pour jouer le rôle de Rima dans Vertes Demeures (1959) de Mel Ferrer, un personnage qu'elle voulait jouer depuis longtemps, mais qui a finalement été attribué à Audrey Hepburn. Au lieu de cela, elle est apparue dans le numéro de juillet 1954 de Life Magazine, photographié par Allan Grant,. En 1959, elle a sorti un album intitulé Italia con Pier Angeli dans lequel elle chante en anglais et en italien. Un critique a qualifié sa voix de « chaude et étonnamment riche ». Elle a également continué à être engagée pour des emplois de mannequin pendant les années 1960.

### Retour en Europe

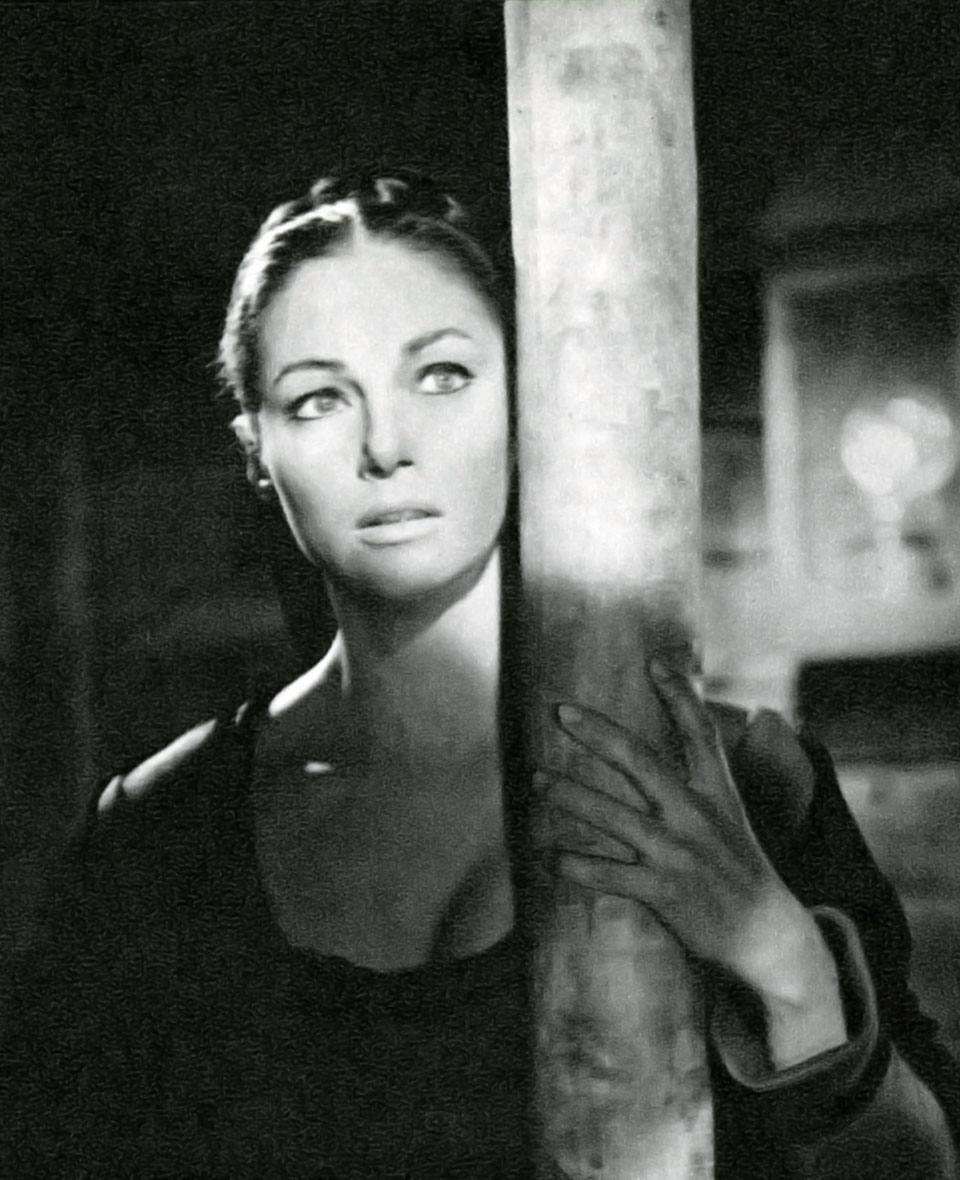
Anna Maria Pierangeli dans son unique western Pour mille dollars par jour (1966).

Au cours des années 1960 et jusqu'en 1970, Angeli a vécu et travaillé en Europe, et a souvent été créditée à l'écran sous son nom de naissance, Anna Maria Pierangeli. Elle a joué dans des films français, italiens et anglais tout au long des années 1960. Elle s'est d'abord illustrée dans deux films de pirates : Il était trois flibustiers (1960) de Steno et Les Révoltées de l'Albatros (1962), de Silvio Amadio. Dans le premier, il est question du vol d'un galion dans la région de Maracaibo au Venezuela, dans le second, elle incarne une prostituée à fond de cale dans un navire d'esclaves en route vers le Nouveau Monde en 1675. Son interprétation dans Le Silence de la colère (1960), un film sur le mouvement ouvrier britannique de Guy Green, aux côtés de son ami Richard Attenborough, a été nommée pour le BAFTA de la meilleure actrice étrangère, et elle a retrouvé Stewart Granger pour Sodome et Gomorrhe (1963), dans lequel elle jouait l'épouse de Loth.
Entre-temps, elle joue dans plusieurs films d'espionnage dont Banco à Bangkok pour OSS 117 (1964) d'André Hunebelle aux côtés de Kerwin Mathews dans le rôle d'OSS 117 et de Robert Hossein. Elle participe également à Objectif Hambourg, mission 083 (1964), de Sergio Bergonzelli avec Gérard Blain et Berlin, opération Laser (1965), de Vittorio Sala qui traite de la guerre froide. Elle s'illustre dans un autre genre populaire de l'époque, le western spaghetti, dans Pour mille dollars par jour (1966) de Silvio Amadio, tourné à Almería. Le film qui enregistre un demi-million d'entrées pour 138 millions de lires de recettes la montre en femme radieuse et sincère mais déchirée entre deux braves hommes sur fond d'une histoire de vengeance.
Elle a joué un bref rôle dans le film de guerre épique La Bataille des Ardennes (1965). Angeli a travaillé en Israël et a joué le rôle principal dans Chaque bâtard est un roi (1968) d'Uri Zohar, l'une des plus grosses productions du cinéma israélien de l'époque qui relate les événements de la guerre des Six Jours entre Arabes et Israéliens l'année précédente. Elle participe à Caccia ai violenti (1967), un film d'action tourné en Afrique du Sud. Elle revient sur le continent européen avec Roses rouges pour le Führer, un film de guerre qui est aussi le premier film de Fernando Di Leo, un auteur qui se spécialisera ensuite dans les films policiers. Elle est également aux côtés de Margaret Lee et Jeffrey Hunter dans Le Clan des frères Mannata, un film sur des mafieux siciliens à Chicago, puis dans la comédie romantique tournée à Rotterdam d'Enzo Battaglia Alexandra, aime ma femme et aimez-moi, avec Glenn Saxson et Colette Descombes.
L'une de ses dernières apparitions au cinéma est dans le giallo Dans les replis de la chair (1970) de Sergio Bergonzelli, une « petite merveille du cinéma bis qui porte en elle tout ce qui fascine dans le cinéma d’exploitation italien ». Son dernier film est le film de monstre mexico-américain de série Z Octaman (1971). Elle était sérieusement pressentie pour jouer dans Le Parrain (1972), mais elle est décédée avant le début du tournage.

## Vie privée
Angeli parlait couramment l'italien et l'anglais, et presque couramment le français. Elle était très amie avec Debbie Reynolds, Louis Jourdan et Richard Attenborough. Puisqu'elle a beaucoup voyagé, elle a rencontré de nombreux artistes tout au long de sa vie. Par exemple, en 1960, Angeli rencontre Serge Gainsbourg dans une boîte de nuit. Sur un bout de papier elle griffonne : « J’adore L'Eau à la bouche, ça me donne l’eau à la bouche », et le glisse dans une des poches de Serge Gainsbourg. Serge Gainsbourg conserve précieusement cette relique…  Ce geste a pour effet de le motiver à persévérer dans l'écriture de chanson romantique,.

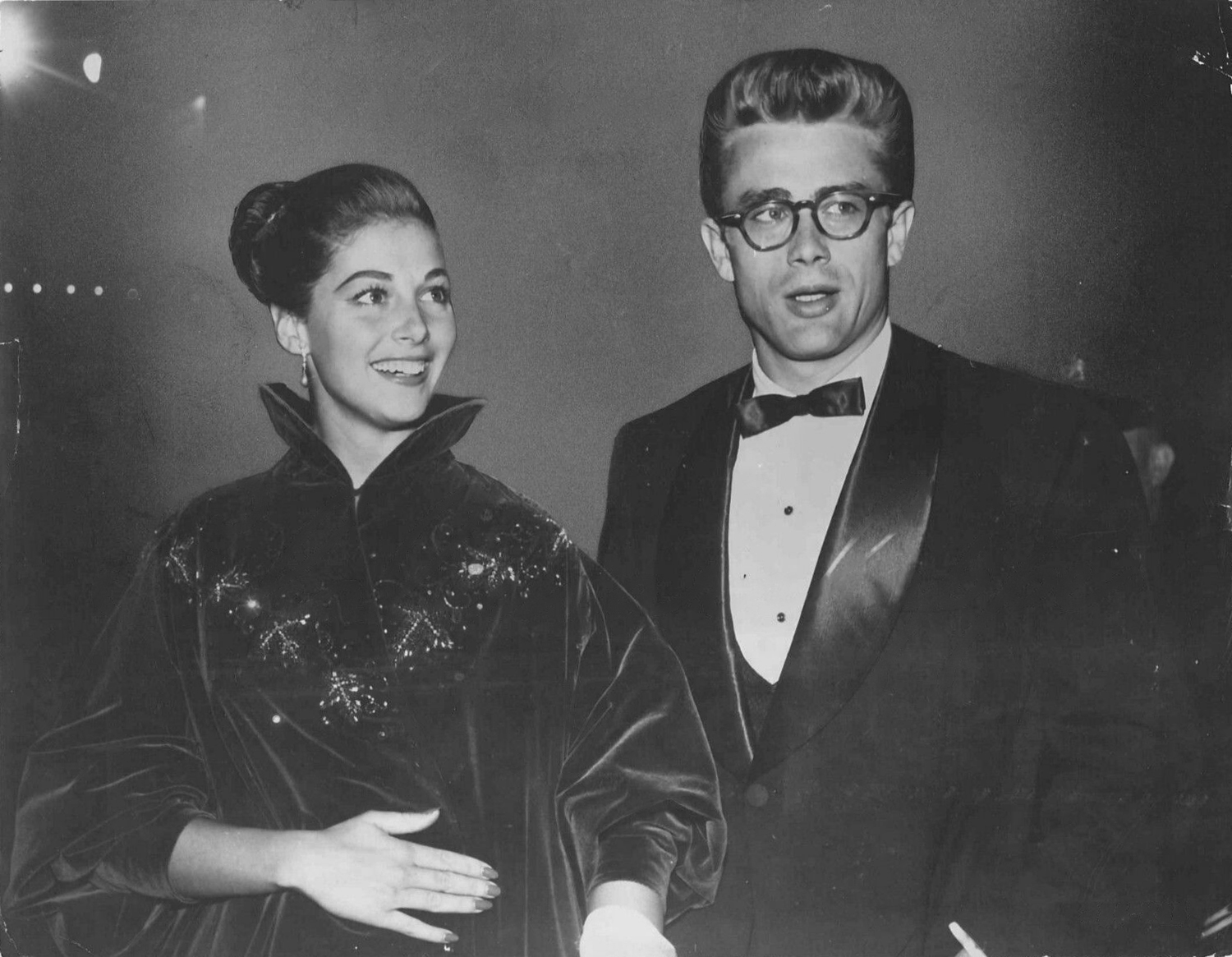
Pier Angeli et James Dean en 1954.

Selon l'autobiographie de Kirk Douglas, Le Fils du chiffonnier, lui et Angeli se sont fiancés dans les années 1950 après s'être rencontrés sur le tournage du film à sketches Histoire de trois amours (1953).

### Liaison avec James Dean
Angeli a également eu une relation amoureuse passionnée avec James Dean. Ils se sont rencontrés alors qu'elle tournait Le Calice d'argent (1954) et qu'il tournait À l'est d'Eden (1955), sur un terrain voisin de la Warner.
Elia Kazan, le réalisateur de À l'est d'Eden (1955), s'est souvenu d'avoir entendu Dean et Angeli faire bruyamment l'amour dans la loge de Dean,.
Contre son gré, elle est contrainte de rompre, principalement parce que sa mère n'est pas satisfaite de leur relation, Dean n'étant pas catholique,. Des rumeurs ont circulé selon lesquelles elle et Dean se seraient vus en secret jusqu'à la mort de ce dernier en septembre 1955. Dans sa biographie sur James Dean parue en 1992, Joseph Hyams affirme qu'il a rendu visite à Dean au moment où Angeli, alors mariée à Damone, quittait son domicile. Une brochure intitulée Order for the Solemnization of Marriage, sur laquelle le nom « Pier » a été légèrement crayonné à chaque endroit où le nom de la mariée est laissé en blanc, a été retrouvée parmi les effets personnels de Dean après sa mort. Elle dira plus tard qu'il était l'amour de sa vie : « Il est le seul homme que j'ai jamais aimé profondément comme une femme devrait aimer un homme ». Des amis d'Angeli ont dit qu'elle ne s'est jamais complètement remise de sa mort et qu'elle a fait des cauchemars à son sujet jusqu'à sa propre mort.

### Mariage avec Vic Damone
Angeli rejette Dean et épouse le chanteur et acteur Vic Damone en 1954. Le chanteur et acteur Dean Martin se produit à leur mariage. Plusieurs personnes ayant assisté au mariage ont déclaré avoir vu James Dean, affirmant que ce dernier observait le mariage depuis l'autre côté de la route sur sa moto, allant même jusqu'à faire ronfler son moteur pendant la cérémonie, bien que Dean ait par la suite nié avoir fait quelque chose d'aussi « con »,.
Pendant leur mariage, ils sont apparus comme invités dans l'épisode du 17 juin 1956 de l'émission de télévision What's My Line?. Elle a eu un fils avec Vic Damone ; leur divorce en 1958 a été suivi de batailles judiciaires très médiatisées pour la garde de leur seul enfant, leur fils Perry (1955-2014).

### Dernières années et mort

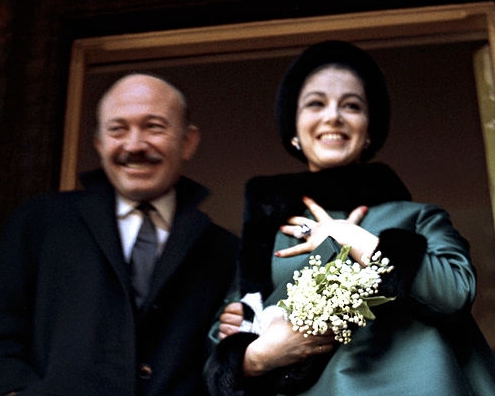
Armando Trovajoli et Anna Maria Pierangeli en 1962 lors de leur mariage.

Angeli épouse ensuite le compositeur italien Armando Trovajoli en 1962, avec qui elle a un autre fils, Andrew Howard Rugantino, en 1963. Elle et Trovajoli se séparent en 1969.
Au début des années 1970, elle retourne en Californie après avoir vécu en Europe pendant les années 1960, et vit brièvement avec sa grande amie Debbie Reynolds jusqu'à ce qu'elle trouve un petit appartement à Beverly Hills.
Le 10 septembre 1971, à l'âge de 39 ans, Angeli est retrouvée morte d'une surdose de barbituriques à son domicile de Beverly Hills. Le jour de sa mort, son médecin lui avait fait une injection de Compazine — de la prochlorpérazine — pour la calmer (elle n'arrivait pas à dormir et n'avait plus de Doriden — un glutéthimide —, que le médecin avait refusé de lui donner). On a évoqué une mort par anaphylaxie, mais cette hypothèse n'est pas confirmée par les résultats de l'autopsie,,.
Son ancien amant Kirk Douglas et l'épouse de celui-ci Anne Buydens ont été invités à ses funérailles. Elle est inhumée au cimetière des Bulvis à Rueil-Malmaison, dans les Hauts-de-Seine, en France.

## Filmographie
- 1950 : Demain il sera trop tard (Domani è troppo tardi) de Léonide Moguy
- 1951 : Demain est un autre jour (Domani è un altro giorno) de Léonide Moguy
- 1951 : Teresa, de Fred Zinnemann
- 1952 : Miracle à Tunis (The Light Touch) de Richard Brooks
- 1952 : Le diable fait le troisième (The Devil Makes Three), d'Andrew Marton
- 1953 : Histoire de trois amours  (The Story of Three Loves), film à sketches, épisode Equilibrium réalisé par Gottfried Reinhardt
- 1953 : Sombrero, de Norman Foster
- 1954 : Mam'zelle Nitouche, d'Yves Allégret
- 1954 : La Flamme et la Chair (Flame and the flesh) de Richard Brooks
- 1954 : Le Calice d'argent (The Silver Chalice), de Victor Saville
- 1956 : Viva Las Vegas (Meet me in Las Vegas), (non créditée) de Roy Rowland
- 1956 : Port Afrique, de Rudolph Maté
- 1956 : Marqué par la haine (Somebody Up There Likes Me), de Robert Wise
- 1956 : Les Vendanges (The Vintage), de Jeffrey Hayden
- 1958 : Le Fou du cirque (Merry Andrew), de Michael Kidd
- 1959 : SOS Pacific, de Guy Green
- 1960 : Il était trois flibustiers (I moschettieri del mare), de Steno
- 1960 : Le Silence de la colère (The Angry Silence), de Guy Green
- 1962 : Les Révoltées de l'Albatros (L'ammutinamento), de Silvio Amadio
- 1962 : Sodome et Gomorrhe (Sodoma e Gomorra), de Robert Aldrich et Sergio Leone
- 1964 : Banco à Bangkok pour OSS 117 (OSS 117 minaccia Bangkok), de André Hunebelle
- 1965 : Objectif Hambourg, mission 083 (Missione mortale Molo 83), de Sergio Bergonzelli
- 1965 : Berlin, opération Laser (Berlino - Appuntamento per le spie), de Vittorio Sala
- 1965 : La Bataille des Ardennes (Battle of the Bulge), de Ken Annakin
- 1966 : Pour mille dollars par jour (Per mille dollari al giorno), de Silvio Amadio
- 1967 : Caccia ai violenti, de Nino Scolaro
- 1968 : Chaque bâtard est un roi (כל ממזר מלך, Kol Mamzer Melech), de Uri Zohar
- 1968 : Roses rouges pour le Führer (Rose rosse per il fuehrer), de Fernando Di Leo
- 1969 : Le Clan des frères Mannata, (Viva América!) de Javier Setó
- 1969 : Alexandra, aime ma femme et aimez-moi (Addio, Alexandra), de Enzo Battaglia
- 1970 : Quell'amore particolare de Carlo Martinelli
- 1970 : Dans les replis de la chair (Nelle pieghe della carne) de Sergio Bergonzelli
- 1971 : Octaman de Harry Essex

## Discographie
- Italia con Pier Angeli (1959), Roulette, Vinyl.